# Gisara sambana
Gisara sambana är en fjärilsart som beskrevs av Druce 1895. Gisara sambana ingår i släktet Gisara och familjen tandspinnare. Inga underarter finns listade i Catalogue of Life.